# Ciencia de la moral
La ciencia de la moral, ciencia moral o ciencia de la moralidad puede referirse a diversas formas de naturalismo ético que fundamentan la moralidad en una consideración racional y empírica del mundo natural. A veces se formula como si se utilizara el enfoque científico para determinar lo que está bien y lo que está mal, en contraste con la creencia generalizada de que «la ciencia no tiene nada que decir sobre el tema de los valores humanos». 

## Descripción general
La ciencia moral puede referirse a la consideración de qué es mejor para cada individuo en particular y cómo maximizar su florecimiento de, o de individuos particulares, o de todas las criaturas conscientes. Se ha propuesto que la moral puede definirse apropiadamente sobre la base de premisas fundamentales necesarias para cualquier discusión empírica, secular o filosófica y que las sociedades pueden utilizar los métodos de la ciencia para proporcionar respuestas a cuestiones morales.
Las normas defendidas por los científicos morales (por ejemplo, el derecho al aborto, la eutanasia y la liberalización de las drogas en determinadas circunstancias) se basarían en el conjunto cambiante y creciente de la comprensión humana. Incluso con el grado de ignorancia admitido por la ciencia y las diversas cuestiones semánticas, los científicos morales pueden discutir de manera significativa las cosas como casi con certeza «mejores» o «peores» para promover el florecimiento.

## Historia
El filósofo utilitarista Jeremy Bentham analizó algunas de las formas en que las investigaciones morales son una ciencia. Criticó la ética deontológica por no reconocer que necesitaba hacer las mismas presunciones que su ciencia de la moral para funcionar realmente, al tiempo que perseguía reglas que debían obedecerse en cada situación (algo que preocupaba a Bentham).
W. V. O. Quine escribió Naturalización de la epistemología, ensayo dentro de La relatividad ontológica y otros ensayos, buscando en las ciencias naturales como la psicología una explicación completa del conocimiento. Su trabajo contribuyó al resurgimiento del naturalismo moral en la segunda mitad del siglo XX. Paul Kurtz, que cree que la búsqueda cuidadosa y secular de reglas normativas es vital para la sociedad, acuñó el término eupraxofia para referirse a su enfoque de la ética normativa. Steven Pinker, Sam Harris y Peter Singer creen que aprendemos lo que está bien y lo que está mal a través de la razón y la metodología empírica.
Maria Ossowska pensaba que la sociología estaba indisolublemente relacionada con las reflexiones filosóficas sobre la moralidad, incluida la ética normativa. Propuso que la ciencia analice: (a) las normas sociales existentes y su historia, (b) la psicología de la moralidad y la forma en que los individuos interactúan con las cuestiones y prescripciones morales, y (c) la sociología de la moralidad.
Sam Harris en The moral landscape: cómo la ciencia puede determinar los valores humanos, su objetivo es mostrar cómo la verdad moral puede estar respaldada por la «ciencia», o más específicamente, el conocimiento empírico, el pensamiento crítico, la filosofía y lo más controvertido, el método científico.
La teoría y los métodos de una ciencia normativa de la moralidad se analizan explícitamente en The Science of Morality: The Individual, Community, and Future Generations (1998) de Joseph Daleiden. El libro de Daleiden, a diferencia de Sam Harris, analiza extensamente la literatura filosófica relevante. 
Patricia Churchland dice que, aceptando el problema del ser y el deber ser de David Hume, el uso de la inducción a partir de premisas y definiciones sigue siendo una forma válida de razonamiento en la vida y la ciencia: 
Nuestro comportamiento moral, aunque más complejo que el comportamiento social de otros animales, es similar en el sentido de que representa nuestro intento de desenvolvernos bien en la ecología social existente. [...] desde la perspectiva de la neurociencia y la evolución del cerebro, el rechazo rutinario de los enfoques científicos del comportamiento moral basado en la advertencia de Hume contra la derivación del deber ser parece desafortunado, especialmente porque la advertencia se limita a las inferencias deductivas. [...] La verdad parece ser que los valores arraigados en el circuito del cuidado ―para el bienestar propio, de la descendencia, de los compañeros, de los parientes y de los demás― conforman el razonamiento social sobre muchas cuestiones: resolución de conflictos, mantenimiento de la paz, defensa, comercio, distribución de recursos y muchos otros aspectos de la vida social en toda su vasta riqueza. 
Daleiden y Leonard Carmichael advierten que la ciencia es probabilística y que la certeza no es posible. Por lo tanto, uno debería esperar que las prescripciones morales cambien a medida que los humanos adquieran comprensión.

## Puntos de vista sobre la ciencia de la moral

### Formación para promover el buen comportamiento
La ciencia de la moral puede tener como objetivo descubrir las mejores formas de motivar y formar a los individuos. Los métodos para lograr esto incluyen inculcar virtudes explícitas, desarrollar fortalezas de carácter y formar asociaciones mentales.[cita requerida] Estos generalmente requieren cierto nivel de razón práctica. James Rest sugirió que el razonamiento abstracto también es un factor a la hora de formular juicios morales y enfatizó que los juicios morales por sí solos no predicen el comportamiento moral: «El juicio moral puede estar estrechamente relacionado con el comportamiento de defensa, que a su vez influye en las instituciones sociales, que a su vez crea un sistema de normas y sanciones que influye en el comportamiento de las personas». Daleiden sugirió que las religiones inculcan un sentido práctico de virtud y justicia, lo correcto y lo incorrecto. También utilizan eficazmente el arte y los mitos para educar a la gente sobre situaciones morales.

#### Papel del gobierno
Harris sostiene que la ciencia moral no implica un «futuro orwelliano» con «científicos en cada puerta». En cambio, Harris imagina que los datos sobre cuestiones morales normativas se comparten de la misma manera que otras ciencias (por ejemplo, revistas de medicina revisadas por pares).
Daleiden especifica que el gobierno, como cualquier organización, debería tener un poder limitado. Dice que «la centralización del poder irrevocablemente en manos de una persona o de una élite siempre ha conducido en última instancia a un gran mal para la raza humana. Fue el novedoso experimento de la democracia –una clara ruptura con la tradición– lo que puso fin a la larga tradición de tiranía. También es explícito en que el gobierno sólo debe utilizar la ley para hacer cumplir las normas morales más básicas, razonables, probadas y ampliamente respaldadas. En otras palabras, hay muchísimas normas morales cuya aplicación nunca debería ser tarea del gobierno.

#### Papel del castigo
Un autor ha sostenido que para lograr una sociedad en la que las personas estén motivadas por el interés propio condicionado, el castigo debe ir de la mano de la recompensa. Por ejemplo, según esta línea de razonamiento, la prisión sigue siendo necesaria para muchos autores de delitos. Esto es así, incluso si el libre albedrío libertario es falso. Esto se debe a que el castigo aún puede cumplir sus propósitos: disuade a otros de cometer sus propios crímenes, educa y recuerda a todos acerca de lo que representa la sociedad, incapacita al criminal para que no haga más daño, ayuda de alguna manera a aliviar o compensar a la víctima y corrige. el criminal (ver también reincidencia). Este autor sostiene que, al menos, cualquier sistema penitenciario debería perseguir esos objetivos, y que es una cuestión empírica qué tipos de castigo logran estos objetivos de manera más efectiva y qué tan bien los distintos sistemas penitenciarios realmente sirven a estos propósitos.

### Investigación
Se han investigado las áreas del cerebro que están constantemente involucradas cuando los humanos razonan sobre cuestiones morales. La red neuronal subyacente a las decisiones morales se superpone con la red relacionada con la representación de las intenciones de los demás (es decir, la teoría de la mente) y la red relacionada con la representación de los estados emocionales de los demás (experimentados indirectamente) (es decir, la empatía). Esto apoya la noción de que el razonamiento moral está relacionado tanto con ver las cosas desde el punto de vista de otras personas como con captar los sentimientos de los demás. Estos resultados proporcionan evidencia de que la red neuronal subyacente a las decisiones morales es probablemente de dominio global (es decir, puede que no exista un «módulo moral» en el cerebro humano) y podría disociarse en subsistemas cognitivos y afectivos. Un componente esencial y compartido del juicio moral implica la capacidad de detectar contenidos moralmente destacados dentro de un contexto social determinado. Investigaciones recientes implicaron a la red de prominencia en esta detección inicial de contenido moral. La red de prominencia responde a eventos conductualmente destacados, y puede ser crítica para modular las interacciones de la red de control frontal y por defecto en sentido descendente al servicio de procesos complejos de razonamiento moral y toma de decisiones. Esto sugiere que la cognición moral involucra procesos atencionales tanto de abajo hacia arriba como de arriba hacia abajo, mediados por redes cerebrales discretas a gran escala y sus interacciones.

### Otras implicaciones
Daleiden proporciona ejemplos de cómo la ciencia puede utilizar evidencia empírica para evaluar el efecto que comportamientos específicos pueden tener en el bienestar de los individuos y la sociedad con respecto a diversas cuestiones morales. Sostiene que la ciencia apoya la despenalización y regulación de las drogas, la eutanasia en algunas circunstancias y el permiso de conductas sexuales que no son toleradas en algunas culturas (cita la homosexualidad como ejemplo). Daleiden sostiene además que, al buscar reducir el sufrimiento humano, el aborto no solo debería ser permisible, sino a veces una obligación moral (como en el caso de una madre de un niño potencial que enfrentaría la probabilidad de sufrir mucho). Sin embargo, como todas las afirmaciones morales de su libro, Daleiden insiste en que estas decisiones siguen estando basadas y supeditadas a la evidencia empírica.
Las ideas de la relatividad cultural, para Daleiden, ofrecen algunas lecciones: los investigadores deben tener cuidado de no juzgar el comportamiento de una persona sin comprender el contexto ambiental. Una acción puede ser necesaria y más moral una vez que somos conscientes de las circunstancias. Sin embargo, Daleiden enfatiza que esto no significa que todas las normas o sistemas éticos sean igualmente efectivos para promover el florecimiento y, a menudo, ofrece el trato igualitario a las mujeres como una norma confiablemente superior, dondequiera que se practique.

## Críticas
La idea de una ciencia normativa de la moralidad ha recibido muchas críticas por parte de científicos y filósofos. Los críticos incluyen al físico Sean M. Carroll, quien sostiene que la moralidad no puede ser parte de la ciencia. Él y otros críticos citan la ampliamente sostenida «distinción hecho-valor», de que el método científico no puede responder preguntas «morales», aunque puede describir las normas de diferentes culturas. Por el contrario, los científicos morales defienden la posición de que tal división entre valores y hechos científicos («relativismo moral») no sólo es arbitraria e ilusoria, sino que impide avanzar hacia la adopción de medidas contra casos documentados de violaciones de derechos humanos en diferentes culturas. 
Stephen Jay Gould sostuvo que la ciencia y la religión ocupan «magisterios no superpuestos». Para Gould, la ciencia se ocupa de cuestiones de hecho y teoría, pero no del significado y la moralidad. En la misma línea, Edward Teller propuso que la política decide lo que es correcto, mientras que la ciencia decide lo que es verdad.
Durante una discusión sobre el papel que podría desempeñar el naturalismo en profesiones como la enfermería, el filósofo Trevor Hussey califica la opinión popular de que la ciencia no se preocupa por la moralidad como «demasiado simplista». Aunque su enfoque principal en el artículo es el naturalismo en la enfermería, continúa explicando que la ciencia puede, al menos, interesarse por la moralidad en un nivel descriptivo. Incluso considera brevemente la idea de que la moralidad podría ser en sí misma un tema científico, y escribe que se podría argumentar «...que los juicios morales están sujetos al mismo tipo de examen racional y empírico que el resto del mundo: son un tema de ciencia, aunque difícil. Si se pudiera demostrar que esto es así, la moralidad estaría contenida dentro del naturalismo. Sin embargo, no asumiré aquí la verdad del realismo moral».